# Liste der Monuments historiques in La Cheppe
Die Liste der Monuments historiques in La Cheppe führt die Monuments historiques in der französischen Gemeinde La Cheppe auf.

## Liste der Immobilien
| Bezeichnung   | Beschreibung                                       | Standort                  | Kennzeichnung | Schutzstatus | Datum | Bild           |
| ------------- | -------------------------------------------------- | ------------------------- | ------------- | ------------ | ----- | -------------- |
| Camp d’Attila | latènezeitliches Oppidum mit römischer Nachnutzung | westlich des Ortes (Lage) | PA00078667    | Classé       | 1862  | weitere Bilder |

## Liste der Objekte
| Bezeichnung      | Beschreibung                                                      | Standort                       | Kennzeichnung | Schutzstatus | Datum | Bild |
| ---------------- | ----------------------------------------------------------------- | ------------------------------ | ------------- | ------------ | ----- | ---- |
| Hauptaltar       | Altartisch, Tabernakel und drei Skulpturen; Holz, 18. Jahrhundert | in der Kirche St-Martin (Lage) | PM51000285    | Classé       | 1977  |      |
| Weihwasserbecken | Gusseisen, 19. Jahrhundert                                        | in der Kirche St-Martin (Lage) | PM51002483    | Inscrit      | 1977  |      |